# Lobophytum tecticum
Lobophytum tecticum is een zachte koraalsoort uit de familie Alcyoniidae. De koraalsoort komt uit het geslacht Lobophytum. Lobophytum tecticum werd in 1991 voor het eerst wetenschappelijk beschreven door Alderslade & Shirwaiker. 